# Nemo (rapper)
Nemo Mettler (n. 3 august 1999, Bienne, Berna, Elveția), cunoscut sub numele de Nemo, este un rapper, cântăreț și muzician elvețian care cântă la vioară, pian și tobe.  Nemo a reprezentat Elveția la Concursul Muzical Eurovision 2024 și l-a câștigat cu piesa „The Code”.

## tinerețe
sunt născuți în biel/bienne, tatăl lor este un om de afaceri și inventator bogat și de succes Markus Mettler, iar mama lor este Nadja Schnetzler, jurnalist și femeie de afaceri 

## Carieră

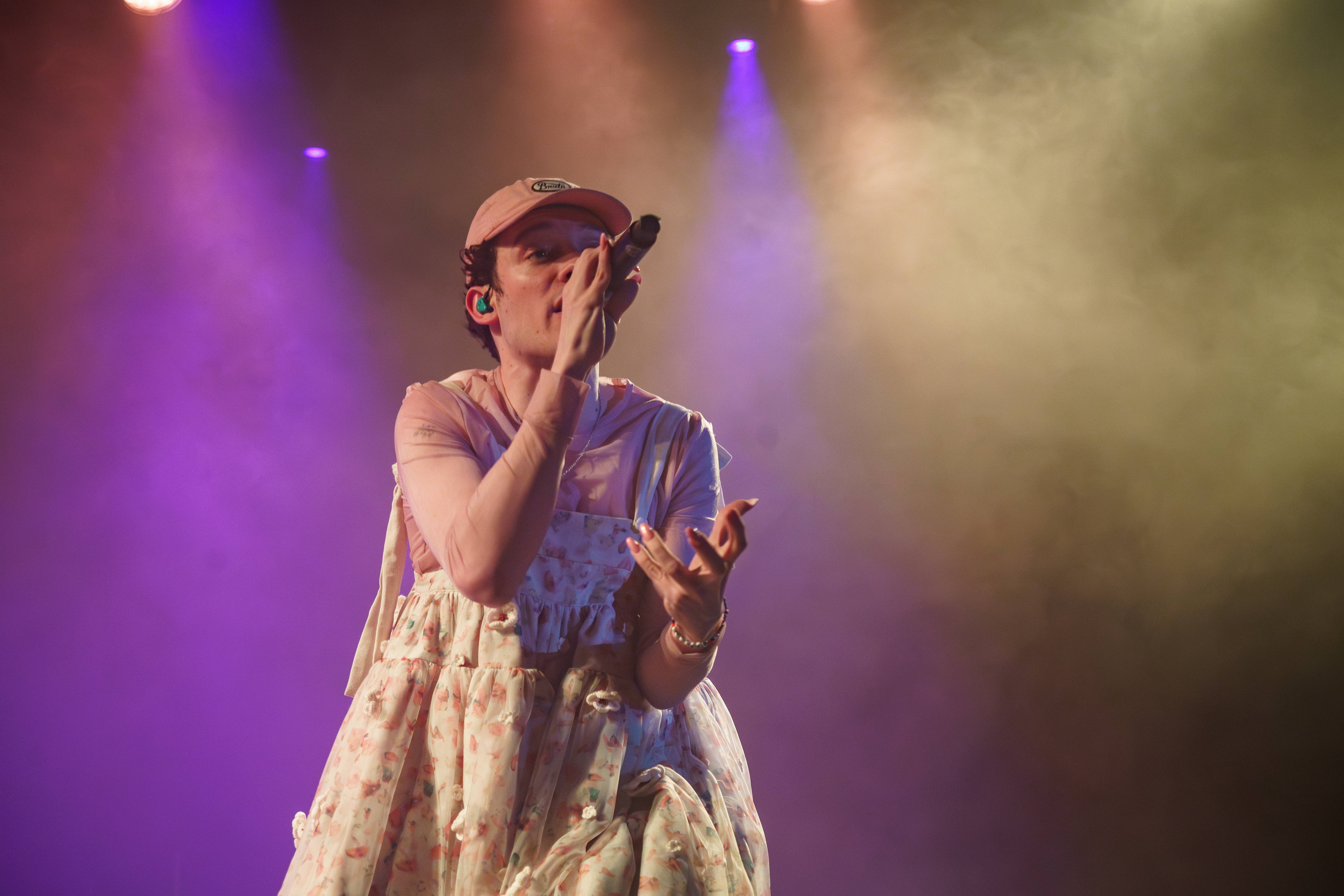
Nemo cântă la Madrid în timpul PrePartyES 2024

EP-ul lui Nemo Clownfisch din 2015 a ajuns pe locul 95 în topurile elvețiene. În 2017, Nemo a lansat un single „Du”, care a ajuns pe locul 4 în Elveția.  În cel de-al doilea sezon al The Masked Singer Switzerland din 2021/2022, Nemo a fost demascat ca un panda și a terminat pe locul cinci.
Pe 29 februarie 2024, Nemo a fost anunțat ca Swiss representative la Eurovision Song Contest 2024 cu piesa „The Code”, și a fost programat să cânte în a doua semifinală a concursului, pe 9 mai. 

## Viața personală
În noiembrie 2023, Nemo a apărut ca non-binar într-un articol din SonntagsZeitung. În acest articol, Nemo a declarat, de asemenea, că ei preferă să fie referiți după numele lor de date în loc de pronume în germană,  folosind, de asemenea, genul neutru⁠(d) în engleză. 